# Triphenylgermaniumhydrid
Triphenylgermaniumhydrid ist eine chemische Verbindung aus der Gruppe der germaniumorganischen Verbindungen.

## Gewinnung und Darstellung
Triphenylgermaniumhydrid kann durch Reaktion von Triphenylgermaniumchlorid und Zinkstaub in Ethanol oder durch Reaktion von Triphenylgermaniumchlorid oder Triphenylgermaniumbromid mit Lithiumaluminiumhydrid oder Natriumborhydrid gewonnen werden.
{\displaystyle \mathrm {4\ Ge(C_{6}H_{5})_{3}Br+Li[AlH_{4}]\longrightarrow 4\ Ge(C_{6}H_{5})_{3}H+LiBr+AlBr_{3}} }

## Eigenschaften
Triphenylgermaniumhydrid ist ein weißer kristalliner Feststoff. Die Verbindung ist dimorph, die stabilere α-Form schmilzt bei 41–45 °C, die β-Form bei 27 °C. Mit einer Reihe von Vinylderivaten reagiert es ohne Katalysator. Die Pyrolyse bei 300 °C ergibt Tetraphenylgermanium und Diphenylgermaniumdihydrid.
{\displaystyle \mathrm {2\ Ge(C_{6}H_{5})_{3}H\longrightarrow Ge(C_{6}H_{5})_{2}H_{2}+Ge(C_{6}H_{5})_{4}} }

## Verwendung
Triphenylgermaniumhydrid kann als Polymerisationshemmer verwendet werden.